# Białoruska Socjaldemokratyczna Hramada
Partia „Białoruska Socjaldemokratyczna Hramada” (biał. Партыя «Беларуская сацыял-дэмакратычная Грамада») – partia polityczna na Białorusi, opozycyjna wobec władzy prezydenta Alaksandra Łukaszenki. Jej przewodniczącym był Stanisłau Szuszkiewicz, a organem kierowniczym jest Centralna Rada.
Deklarowanym celem BSH jest stworzenie humanitarnego, demokratycznego społeczeństwa na fundamencie gospodarki mieszanej i różnorodności struktur politycznych; prawna i socjalna ochrona ludzi pracy; potwierdzenie zasad wolności ludzkiej, socjalnej sprawiedliwości i solidarności.
Nazwa partii jest myląca – programie przyjętym na 2. zjeździe w 1999 określono, że BSH jest partią centroprawicową. Nie trzyma się, jak to określono w programie, ustalonej wśród partii socjaldemokratycznych zasady gospodarki regulowanej przez państwo, natomiast występuje za gospodarką mieszaną, przede wszystkim rynkową. Ponadto, dużą rolę w programie poświęcono sprawie odrodzenia narodowego i wzmocnieniu niezależności państwowej Białorusi, co także jest cechą partii prawicowych. BSH jest typową przedstawicielką tzw. białoruskiej opozycji demokratycznej.
Partia była współzałożycielem utworzonej 9 stycznia 2011 roku Narodowej Koordynacyjnej Rady Opozycji, której zadaniem jest domagać się uwolnienia ludzi aresztowanych z przyczyn politycznych, informować obywateli Białorusi i wspólnotę międzynarodową, domagać się powrotu Białorusi na drogę prawa i demokracji, a także tworzyć warunki do przeprowadzenia w kraju wolnych i demokratycznych wyborów.

## Historia
- 1991 – stworzenie Białoruskiej Socjaldemokratycznej Hramady, na przewodniczącego wybrany został Michaił Tkaczou[3];
- 1992–1995 – szefem partii był Aleh Trusau;
- 1996 – zjednoczenie z Partią Zgody Ludowej, stworzenie Białoruskiej Socjaldemokratycznej Partii (Ludowa Hramada), na czele z Mikałajem Statkiewiczem;
- 1998 – odnowienie Białoruskiej Socjaldemokratycznej Hramady na czele ze Stanisławem Szuszkiewiczem;
- 15 lutego 1998 – przyjęcie statutu BSH przez Zjazd Założycielski;
- 27 maja 1998 – oficjalna rejestracja partii przez władze;
- 18 kwietnia 1999 – przyjęcie przez drugi zjazd nowej redakcji statutu partii;
- 30 sierpnia 1999 – ponowna rejestracja partii (procedura dotyczyła wówczas wszystkich partii).

W 2002 roku partia liczyła 1271 członków. Pod koniec listopada 2016 roku Szuszkiewicz podał, że partia miała oficjalnie około 3600 członków „i ostatnio nawet wstępowała do niej młodzież”, faktycznie jednak w całym kraju działało ok. 100-150 aktywistów.
Pod koniec listopada 2016 roku lider partii Stanisłau Szukiewicz ogłosił, że BSH nie będzie więcej wynajmować biur, ponieważ nie jest w stanie ponosić tak wysokich kosztów. Według białoruskiego prawa posiadanie siedmiu biur jest wymagane dla utrzymania rejestracji partii, oznaczałoby to zatem, że ugrupowanie zostanie zlikwidowane. Szuszkiewicz zapowiedział przekształcenie partii w „komitet organizacyjny na rzecz jej odtworzenia”, co pozwoliłoby zbierać się w prywatnych mieszkaniach. Wskazywał także na swój zbyt zaawansowany wiek, by kierować partią, oraz wyrażał żal, że sterów nie przejmuje młodsze pokolenie. Tym niemniej, według stanu na 2021 roku, BSH nadal znajdowała się na oficjalnej liście zarejestrowanych partii.